# Tim Bray

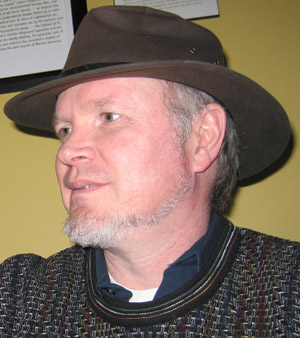
Tim Bray

Timothy William „Tim“ Bray (* 21. Juni 1955 in Kanada) ist ein kanadischer Unternehmer und Softwareentwickler, der mitverantwortlich für den XML- und den Atom-Standard ist. Vom März 2010 bis März 2014 arbeitete er für Google als Developer Advocate. Von Dezember 2014 bis Mai 2020 arbeitete er bei Amazon.

## Unternehmertätigkeit
Von 1989 bis 1990 war er Teil der Geschäftsführung von Waterloo Maple und rettete die Firma vor dem Bankrott. Mit zwei Kollegen gründete er 1991 die Open Text Corporation, die  auf dem Sektor Enterprise Content Management (ECM) arbeitet. Die Beraterfirma Textuality berät auf dem Gebiet Web Publishing. Im Jahr 1999 war ein Kunde unter anderem Netscape. Die 1999 gegründete Antarctica Systems ist spezialisiert in der Visualisierung von Geschäftsanalysen.
Der HTTP-Status-Code 451 Unavailable For Legal Reasons geht auf eine Initiative von Bray zurück. Ziel ist, Zensur im World Wide Web sichtbar zu machen, denn der bisher passendste Status Code 403 Forbidden ist unspezifisch. Er verrät meistens nicht, warum der Zugriff gesperrt wurde.